# ADC (vận động viên thể thao điện tử)
Trần Đức Chiến (sinh ngày 23 tháng 07 năm 1999 tại Hải Phòng), thường được biết đến với biệt danh ADC, FL ADC hay Trần "ADC" Đức Chiến  là cựu tuyển thủ người Việt Nam, vận động viên thể thao điện tử chuyên nghiệp bộ môn Liên Quân. Anh là cựu thành viên của đội tuyển thể thao điện tử Team Flash. ADC từng được đánh giá là một trong những game thủ Liên Quân hàng đầu thế giới, trong thời gian thi đấu được mệnh danh là người chơi ở vị trí đi rừng số 1 của bộ môn này tại Việt Nam.
Cùng với các đồng đội của mình tại Team Flash, anh đã có 5 chức vô địch Đấu trường Danh vọng, trong đó có 4 chức vô địch liên tiếp. Đỉnh cao sự nghiệp của tuyển thủ này là hai chức vô địch thế giới AIC 2019 và AWC 2019, được tổ chức ngay trên sân nhà tại Đà Nẵng, Việt Nam.
Vào cuối năm 2020, sau thất bại tại giải đấu AIC, ADC đã đưa ra quyết định từ giã sự nghiệp thể thao điện tử chuyên nghiệp, tuy nhiên vào đầu năm 2021, anh vẫn có mặt trong danh sách thành viên Team Flash tham dự Đấu trường Danh vọng mùa Xuân 2021. Đến ngày 20 tháng 1 năm 2023, tức 29 Tết, ADC chính thức tuyên bố giải nghệ và kết thúc hành trình sự nghiệp thi đấu thể thao điện tử chuyên nghiệp.

## Tiểu sử
ADC sinh ra và lớn lên tại huyện Thủy Nguyên, thành phố Hải Phòng, Việt Nam. Anh cho biết, anh đã từng đạt thứ hạng Thách Đấu của tựa game Liên Minh Huyền Thoại và thường xuyên trốn học, nghỉ học, thức đêm để chơi game. Vì chơi game quá nhiều, anh buộc phải sang Hồng Kông để "du học". Tại đây, anh lần đầu tiếp xúc với tựa game Liên Quân và coi đây là bước ngoặt cuộc đời. Sau một thời gian thuyết phục người mẹ của mình, anh trở về Việt Nam để thi đấu thể thao điện tử chuyên nghiệp.

## Sự nghiệp

### 2018
ADC bắt đầu sự nghiệp thi đấu chuyên nghiệp của mình trong màu áo Team Flash tại Đấu trường Danh Vọng Mùa Đông 2018. Với những vị tướng xạ thủ đi rừng như Slimz, Lindis, Violet..., ADC đã để lại rất nhiều ấn tượng cho mọi người ngay từ vòng bảng bằng kỹ năng cũng như phong độ ấn tượng của mình, giúp ADC cùng team Flash đăng quang Đấu Trường Danh Vọng ngay trong mùa giải đầu tiên thi đấu ở đấu trường chuyên nghiệp. Tại giải đấu quốc tế đầu tiên là AIC 2018, ADC cùng các đồng đội tại Team Flash giành ngôi vị á quân sau khi để thua đại diện đến từ Đài Bắc Trung Hoa, J Team.

### 2019
Năm 2019 được coi là đỉnh cao trong sự nghiệp thi đấu thể thao điện tử chuyên nghiệp của ADC. Ngày 27 tháng 5 năm 2019, tại nhà thi đấu Quân khu 7, Thành phố Hồ Chí Minh, Team Flash đã giành chiến thắng với tỉ số 4-3 trước đội tuyển Box Gaming trong trận chung kết Đấu trường Danh vọng mùa Xuân 2019. Ngày 14 tháng 7, ADC cùng đội tuyển Việt Nam đã đánh bại đương kim vô địch thế giới Đài Bắc Trung Hoa với tỉ số sát nút 4 - 3 để lên ngôi vô địch giải quốc tế AWC 2019 ngay trên sân nhà tại Cung thể thao Tiên Sơn, Đà Nẵng. Riêng cá nhân anh đã nhận được danh hiệu tuyển thủ xuất sắc nhất giải đấu và số tiền thưởng hơn 230 triệu đồng. Tối 12/10, ở Cung Thể thao Quần Ngựa, Hà Nội, trận chung kết Đấu trường Danh vọng mùa Đông 2019 chứng kiến ADC cùng Team Flash giành thắng lợi chung cuộc 4-2 trước IGP Gaming, thiết lập kỷ lục vô tiền khoáng hậu khi là đội đăng quang ở Đấu trường Danh vọng 3 mùa liên tiếp. ADC khép lại năm 2019 bằng chức vô địch AIC khi là nhân tố quan trọng giúp Team Flash đánh bại đại diện Thái Lan Buriram United với tỉ số 4-1.

### 2020
Bước sang năm 2020, chức vô địch Đấu trường Danh vọng mùa Xuân 2020 đánh dấu lần thứ tư liên tiếp ADC và các đồng đội tại Team Flash vô địch giải quốc nội. Tại giải đấu APL 2020 được tổ chức để thay thế cho AWC, ADC cùng Team Flash chịu thất bại trước đội tuyển Mad Team (Đài Bắc Trung Hoa) tại tứ kết và không thể nối dài thành tích tại các giải đấu quốc tế. Trở về giải quốc nội, anh cùng đồng đội của mình đành chứng kiến Saigon Phantom lên ngôi tại Đấu trường Danh vọng mùa Đông 2020 khi để thua Box Gaming tại bán kết. Tại AIC 2020, ADC và Team Flash về thứ ba khi để thua Mad Team với tổng tỉ số 4-3 tại bán kết dù đã dẫn trước đến 3-0. Bản thân ADC và các đồng đội đã bị chỉ trích vô cùng nặng nề. Sau thất bại này, trên trang Facebook cá nhân của mình, ADC đã đăng tải một tâm thư, chia sẻ cảm xúc của mình và gửi lời xin lỗi đến người hâm mộ, úp mở về khả năng chia tay đội tuyển sau hai năm thi đấu. Huấn luyện viên Harvin của Team Flash cho biết ADC sẽ giải nghệ hoàn toàn chứ không chỉ nghỉ thi đấu chuyên nghiệp. ADC cho biết nhiều khả năng sẽ lập gia đình và có sự nghiệp kinh doanh sau quyết định từ giã sự nghiệp.

### 2021
Đầu năm 2021, trong một livestream, đội trưởng của Team Flash là Gấu xác nhận rằng ADC đã rút lại quyết định giải nghệ và sẽ tiếp tục chinh chiến trong màu áo Team Flash tại Đấu trường Danh vọng mùa Xuân 2021. Tại giải đấu lần này, ADC và các đồng đội đã xuất sắc đánh bại Saigon Phantom với tỉ số 4-0 tại trận chung kết, qua đó có chức vô địch lần thứ năm. Tuy nhiên, tại AWC 2021, Team Flash đã gây sốc khi trở thành đội Việt Nam đầu tiên bị loại và cũng là đương kim vô địch thứ hai trong lịch sử giải đấu bị loại từ vòng bảng. Sau đó, ADC cùng các đồng đội một lần nữa lại mất chức vô địch Đấu trường Danh vọng mùa Đông khi thất bại trước đội tuyển V Gaming trong trận tranh vé tham dự chung kết tổng và qua đó chỉ cán đích ở vị trí thứ ba. Tại giải đấu quốc tế cuối cùng trong năm là AIC 2021, ADC và Team Flash bị loại từ vòng bảng.

### 2022
Khi Team Flash công bố đội hình tham dự Đấu trường Danh vọng mùa Xuân 2022, ADC đã gây bất ngờ khi chuyển sang chơi vị trí xạ thủ ở mùa giải mới.
Ở lượt về Đấu trường Danh vọng mùa Xuân 2022 anh đã trờ về vị trí đi rừng.

### Giải nghệ
Vào ngày 20 tháng 1 năm 2023, tức 29 Tết Âm lịch Nhâm Dần, ADC đã đăng bài viết trên Facebook tuyên bố giải nghệ, qua đó kết thúc hành trình 5 năm thi đấu chuyên nghiệp.

## Cuộc sống cá nhân
Năm 2020, sau trận Chung kết Đấu trường Danh vọng Mùa xuân 2020, ADC lần đầu ra mắt bạn gái là tiktoker Kim Chung Phan.

## Thành tích

### Thành tích thi đấu
- Hạng nhóm 9 – 10, Arena of Valor International Championship 2021
- Hạng ba Đấu trường Danh vọng mùa Đông 2021
- Hạng nhóm 9 – 12, Arena of Valor World Cup 2021
- Vô địch Đấu trường Danh vọng mùa Xuân 2021
- Hạng ba Arena of Valor International Championship 2020
- Hạng ba Đấu trường Danh vọng mùa Đông 2020
- Hạng nhóm 5 – 8 Arena of Valor Premier League 2020
- Hạng ba Arena of Valor Premier League - Fight For Your Region Showmatch
- Vô địch Đấu trường Danh vọng mùa Xuân 2020
- Hạng nhóm 3 – 4, Đấu Trường Danh Vọng Mùa Xuân 2020 - Showmatch Đại Chiến Tại Gia
- Vô địch Arena of Valor International Championship 2019
- Vô địch Đấu trường Danh vọng mùa Đông 2019
- Á quân Vòng tuyển chọn đội tuyển Việt Nam tham dự SEA Games 30 bộ môn Liên Quân Mobile
- Vô địch Arena of Valor World Cup 2019
- Vô địch Đấu trường Danh vọng mùa Xuân 2019
- Á quân Arena of Valor International Championship 2018
- Vô địch Đấu trường Danh vọng mùa Đông 2018

### Giải thưởng cá nhân
- WeChoice Awards 2020: Top 10 Game thủ/ Streamer của năm[24]